# Patrick Ibrahim Yakowa
Patrick Ibrahim Yakowa (né le 1er décembre 1948 à Fadan Kagoma, dans l'État de Kaduna - mort le 15 décembre 2012) est un homme politique nigérian. Il est gouverneur de l'État de Kaduna du 20 mai 2010 à sa mort, le 15 décembre 2012.
Yakowa fait ses études à l'université Ahmadu Bello.
En juillet 2005, Yakowa est nommé vice-gouverneur de l'État, en remplacement de Stephen Shekari, vice-gouverneur qui vient de mourir. Le gouverneur est Ahmed Makarfi du PDP.
En avril 2007, Namadi Sambo est élu gouverneur de l'État avec Yakowa sur le même ticket, comme vice-gouverneur. En mai 2010, le président du Nigéria, Umaru Yar'Adua meurt, le vice-président Goodluck Jonathan devient président et il choisit Sambo comme vice-président. Par conséquent, Yakowa devient gouverneur de l'État de Kaduna le 20 mai. Dans un État fortement divisé entre les chrétiens du Sud et les musulmans du Nord, avec parfois des flambées de violence, la nomination d'un chrétien comme Yakowa est délicate et ce dernier s'attache à rappeler qu'il est le gouverneur de tous les habitants de l'État.
Yakowa est élu gouverneur le 28 avril 2011 devançant le candidat du Congress for Progressive Change, Haruna Saeed de près de 200 000 voix. Le vice-gouverneur élu est Alhaji Mukhtar Ramalan Yero.
Le 15 décembre 2012, Yakowa meurt dans un accident d'hélicoptère au-dessus de l'État de Bayelsa. Le vice-gouverneur Yero est alors nommé gouverneur de l'État de Kaduna.